# Stade municipal de Chapín
 (janvier 2023).
Si vous disposez d'ouvrages ou d'articles de référence ou si vous connaissez des sites web de qualité traitant du thème abordé ici, merci de compléter l'article en donnant les références utiles à sa vérifiabilité et en les liant à la section « Notes et références ».
Le stade municipal de Chapín (en espagnol, Estadio Municipal de Chapín) est un stade de football et d'athlétisme situé à Jerez de la Frontera (province de Cadix, Espagne). C'est dans ce stade que le Xerez CD dispute ses matches.
Le stade est inauguré en 1988 lors d'un match entre le Xerez CD et le Real Madrid. Le stade de Chapín remplace l'Estadio Domecq qui est démoli la même année.
En 2002, le stade est remodelé pour accueillir les Jeux équestres mondiaux de 2002.